# Hoverioptera pilosa
Hoverioptera pilosa är en tvåvingeart som beskrevs av Mendl och Geiger 1992. Hoverioptera pilosa ingår i släktet Hoverioptera och familjen småharkrankar. Inga underarter finns listade i Catalogue of Life.